# 2MASS J09111297+7401081
2MASS J09111297+7401081 ist ein Brauner Zwerg im Sternbild Giraffe. Er gehört der Spektralklasse L0 an; seine Position verschiebt sich aufgrund seiner Eigenbewegung jährlich um 0,26 Bogensekunden. Er wurde 2008 von I. Neill Reid et al. entdeckt.